# Maicomobil

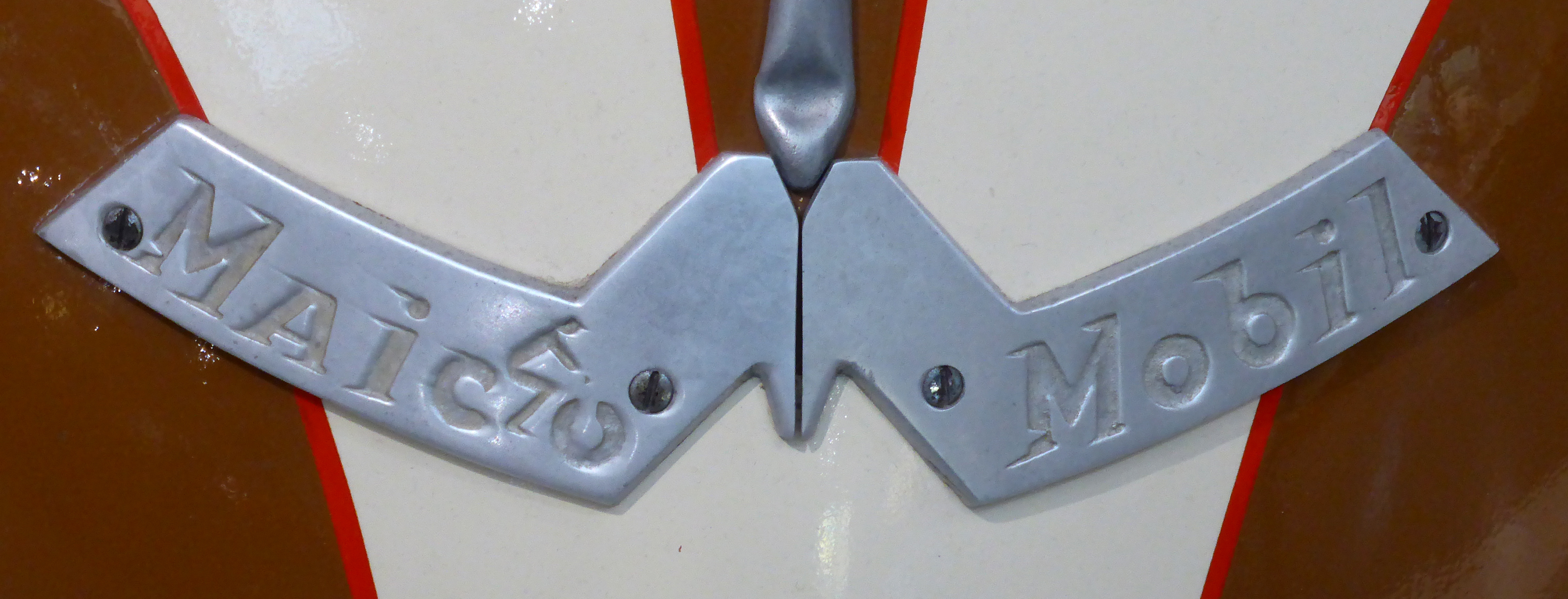
Maico-Mobil Emblem

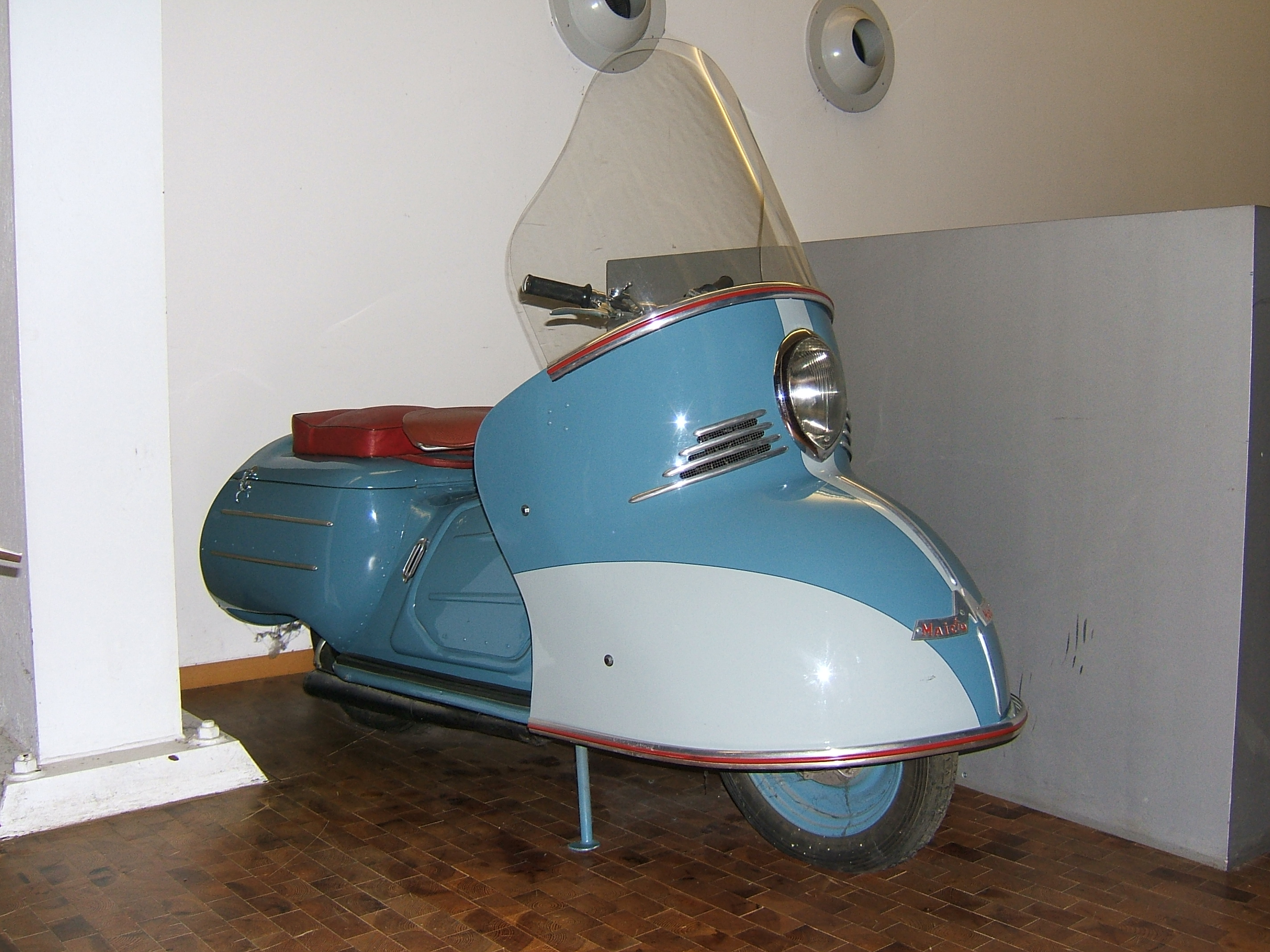
MB 200 (1955)

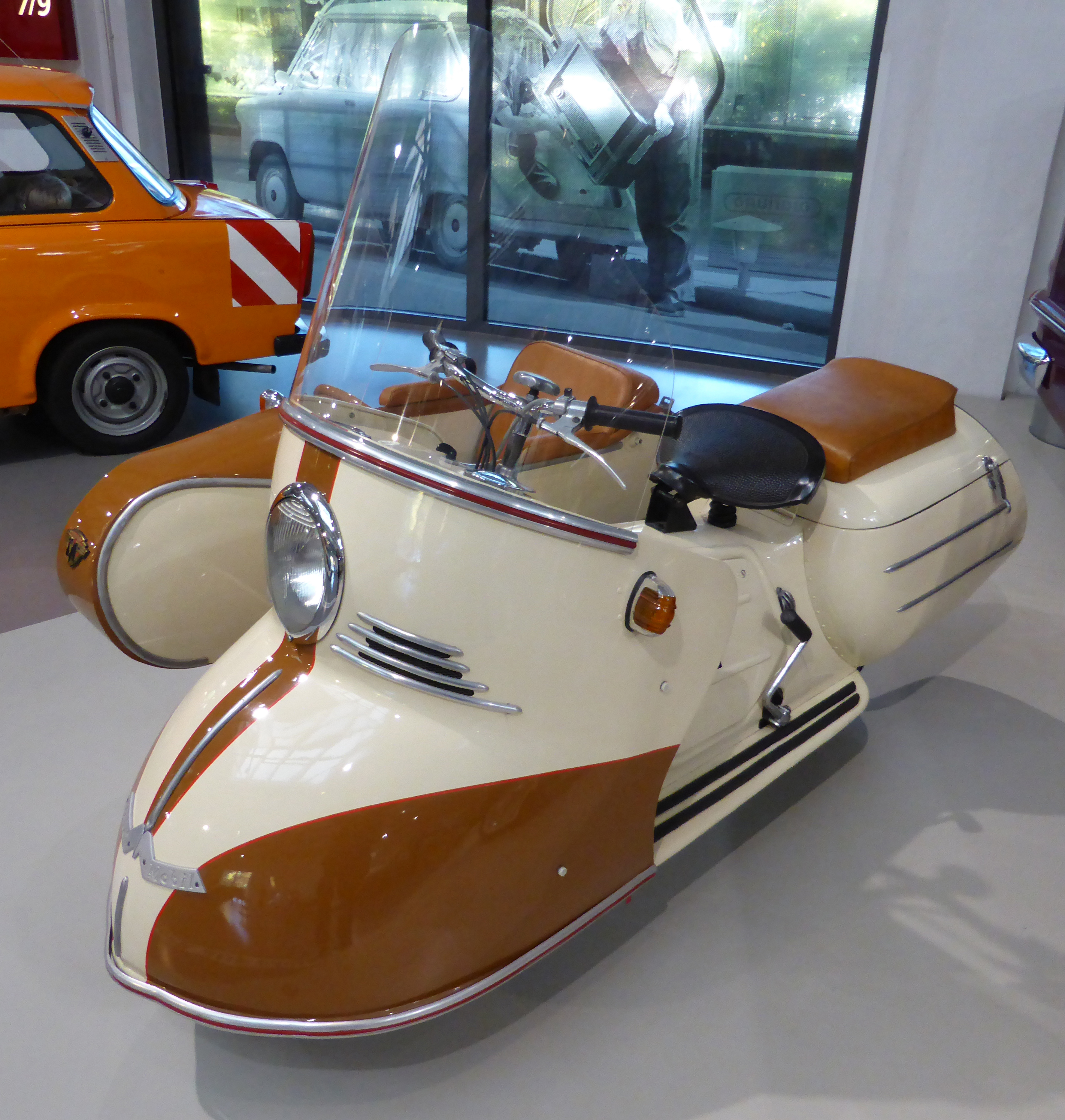
Maicomobil MB 175 (Baujahr 1953)

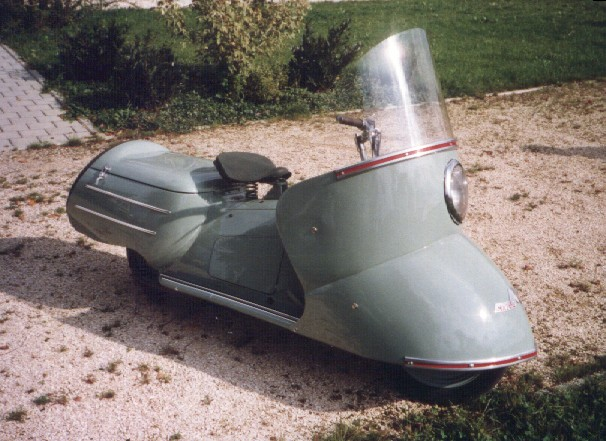
Maicomobil MB 151 mit Schwingsattel

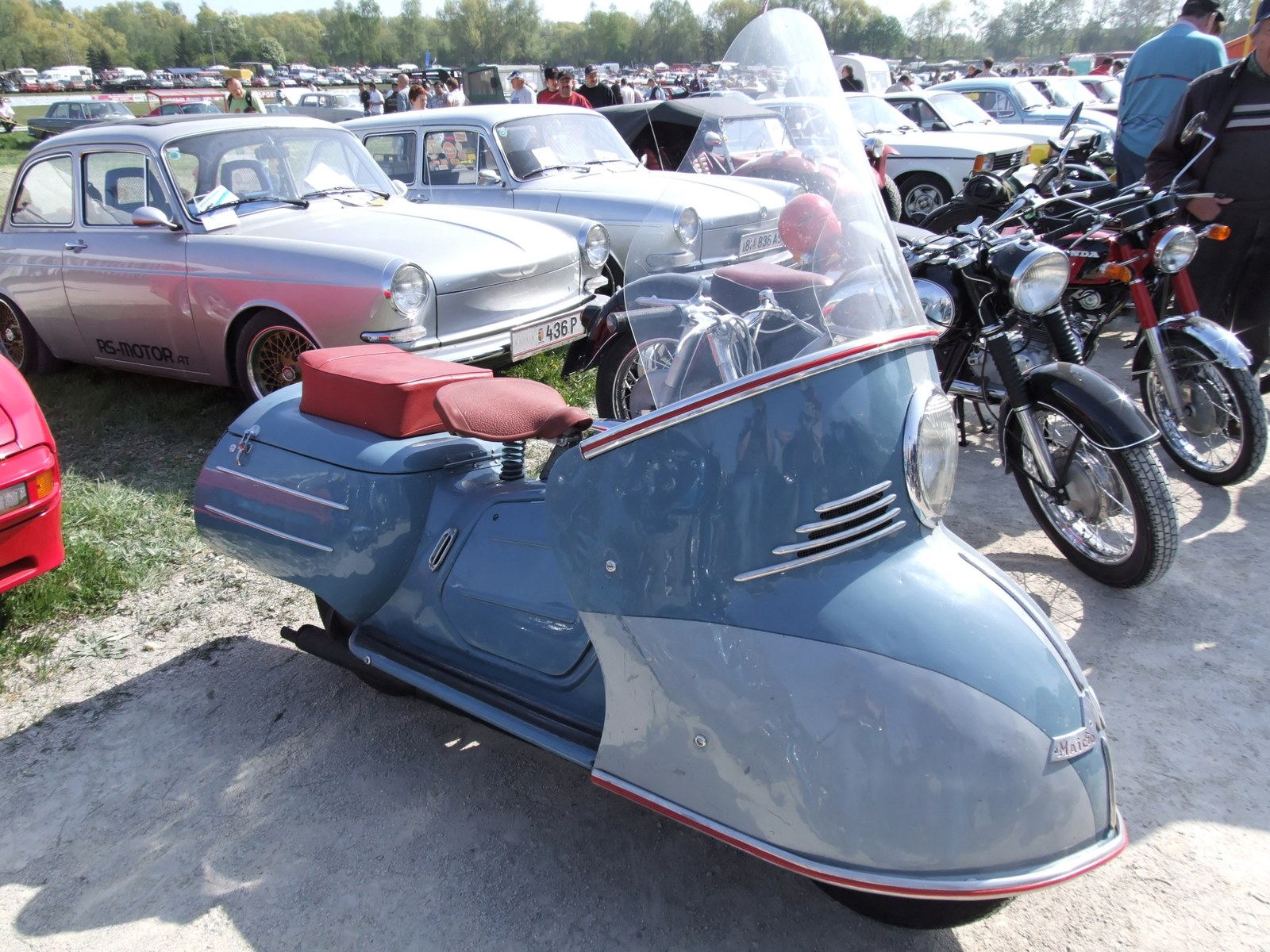
Maicomobil

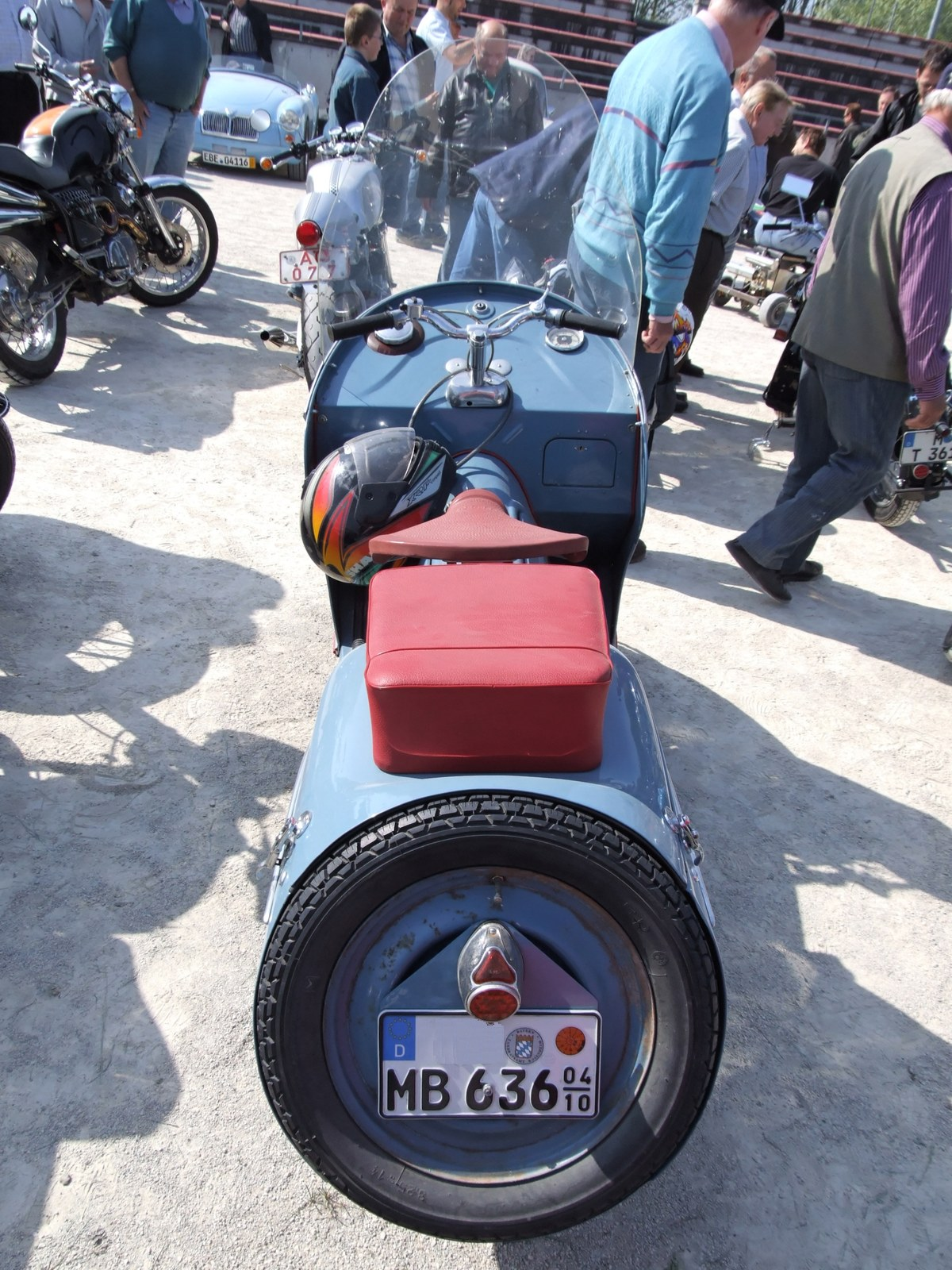
Maicomobil, links im Cockpit der Tankverschlussdeckel

Das Maicomobil war ein vollkarossierter Motorroller des Herstellers Maico, der weitestgehenden Schutz gegen Beschmutzung von der Straße und vom Triebwerk her bot, darüber hinaus sichere Straßenlage, Betriebswirtschaftlichkeit und guten Fahrkomfort. Es wurde im Juni 1950 in Reutlingen als „das Auto mit den zwei Rädern“ der Öffentlichkeit vorgestellt.

## Modell MB 151

### Fahrwerk
Die Vorderradführung stammte von dem Maico-Motorrad M 151 und war als stabile Teleskopgabel ausgeführt, das Hinterrad zusammen mit dem gesamten Triebwerk wurde in Form einer Triebsatzschwinge mit vor dem Motor liegendem Drehpunkt geführt. Die Abfederung erfolgte über eine einzelne Schraubenfeder mit einem innerhalb der Feder liegenden Vollgummizylinder als Anschlagpuffer. Zur Dämpfung und Vermeidung des Herausrutschens der Feder beim Ausfedern war der Federweg durch zwei Gummibänder begrenzt. Die Fußbremse wurde über ein nach hinten gerichtetes Pedal auf der rechten Seite betätigt – also andersherum als üblich mit der Ferse statt der Fußspitze. Die Reifengröße des Maicomobils war 3.00–14″.

### Motor
Der vom Motorrad M 151 übernommene Einzylinder-Zweitaktmotor (148 cm³/6,5 PS) eigener Herstellung war ungefähr in der Mitte zwischen den Rädern untergebracht, der 8,5 Liter fassende Kraftstofftank in Höhe des Steuerkopfes. Ein über Keilriemen von der Kurbelwelle angetriebenes Radialgebläse kühlte den Motor. Das Dreiganggetriebe wurde mit Drehgriff vom Lenker aus geschaltet – ebenfalls wie bei der M 151.

### Karosserie
Die Vollverschalung bestand aus Leichtmetallblech. Die Bugverkleidung war so breit, dass sie die Beine des Fahrers vollständig umfasste; sie trug zudem eine 50 cm hohe gebogene und windschnittige Schutzscheibe aus gepresstem Plexiglas. Die Heckverkleidung nahm das quer stehende Reserverad auf und bot Raum für Gepäck. Das Oberteil mit Soziussitz war nach vorn aufklappbar, um den Zugang zum Gepäckraum freizugeben. Der Motor war durch zwei nach oben zu öffnende Klappen zugänglich. Die Motorkühlluft erwärmte im Winter den Fußraum.
Plexiglasscheibe, Stauraum, Handschuhkasten, Ferntupfer, Zweischieber-Vergaser, 35/45-Watt-Gleichstrom-Lichtmaschine und Ersatzrad gehörten zur serienmäßigen Ausrüstung des Maicomobils, das mit dem 150-cm³-Motor bei einem Leergewicht von 122 kg knapp über 75 km/h Spitzengeschwindigkeit erreichte. Der Verbrauch wurde vom Hersteller mit 2,1 Liter/100 km angegeben.

## Weiterentwicklung: Modelle MB 175 und MB 200
Das Modell MB 151 wurde nur ein Jahr lang in einer Stückzahl von etwa 600 Stück gebaut. Die hubraum- und leistungsstärkeren Modelle MB 175 mit 8,5 PS (etwa 6000 Stück) und MB 200 (10,9 PS, etwa 3000 Stück) erhielten größere Motor-Wartungsklappen, eine einteilige Bugverkleidung und ein fußgeschaltetes Vierganggetriebe; sie fanden insbesondere in England und Holland großen Zuspruch.

## Verbreitung des Fahrzeugs
Das Maicomobil führte auf deutschen Straßen immer ein Schattendasein. Mit dem Erscheinen des Maicoletta-Rollers im Frühjahr 1955 wurde der Bau des Maicomobils eingestellt. In Großbritannien gab es aber noch eine so große Nachfrage, dass man sich in Pfäffingen entschloss, ab Mai 1957 eine letzte Sonderserie von 200 England-Mobilen aufzulegen. 1958 wurde die Produktion endgültig eingestellt.